# Вище лише хмари
«Вище лише хмари» («Çətirimiz Buludlardır») — радянський телефільм 1976 року, знятий режисерами Тимуром Бекір-заде і Ніджатом Бекірзаде на кіностудії «Азербайджанфільм».

## Сюжет
Телефільм розповідає про побут чабанів.

## У ролях
- Ельхан Ахадзаде — Кізір
- Тамара Шакірова — Наргіз
- Гасанага Турабов — голова
- Халіда Гулієва — Беновша
- Гюндуз Аббасов — Гараджа-кіши
- Ельчин Мамедов — Мелік
- Тельман Адигьозалов — Бекір
- Земфіра Садихова — Шергія
- Наджаф Хасанзаде — пастух
- Мухтар Манієв — робітник
- Садагат Зульфугарова — бабуся
- Юсіф Алізаде — пілот
- Самед Лазимов — епізод
- Касім Сафарогли — епізод

## Знімальна група
- Режисери — Тимур Бекір-заде, Ніджат Бекірзаде
- Сценарист — Мовлуд Сулейманли
- Оператор — Микола Ільчук
- Композитор — Мобіль Бабаєв
- Художник — Маїс Агабеков